# Ceraticelus laticeps
Ceraticelus laticeps är en spindelart som först beskrevs av James Henry Emerton 1894.  Ceraticelus laticeps ingår i släktet Ceraticelus och familjen täckvävarspindlar. Utöver nominatformen finns också underarten C. l. bucephalus.